# Alcea mozaffarianii
Alcea mozaffarianii är en malvaväxtart som beskrevs av Ghahr., Pakravan och Assadi. Alcea mozaffarianii ingår i släktet stockrosor, och familjen malvaväxter. Inga underarter finns listade i Catalogue of Life.